# Pogonomelomys brassi
Pogonomelomys brassi — вид гризунів родини мишевих. Зустрічається в Індонезії та Папуа-Новій Гвінеї, у південній частині острова Нова Гвінея. Діапазон висот від рівня моря до 600 метрів над рівнем моря. Раніше цей вид був включений як підвид Pogonomelomys bruijni.
Вважається, що це деревний вид низинних тропічних вологих лісів (галереї та пагорби). Він може бути чутливим до порушення середовища проживання, оскільки рідко зустрічається поблизу територій, населених людьми. Тварин зібрано в дуплі дерева.